# Deo volente
Deo volente (Latijn, "God willende/als God het wil", afgekort D.V.) is een Latijnse uitdrukking die reeds door de Romeinen werd gebezigd om een voorbehoud te maken voor toekomstplannen, zoals bij aankondigingen van bruiloften, vieringen en andere bijeenkomsten. In algemene zin betekent het "als er niets tussen komt"; in christelijke (vooral reformatorische) kringen geeft het aan dat de mens afhankelijk is van de wil van God. 
De uitdrukking komt één keer voor in het Nieuwe Testament van de Bijbel, namelijk in Handelingen 18:21. In het Latijn luidt de tekst:
sed valefaciens, et dicens: 'Iterum revertar ad vos, Deo volente'.— maar hij nam afscheid met de woorden: 'Ik zal naar jullie terugkeren, God willende'. (Nieuwe Bijbelvertaling)
In de Brief van Jakobus staan woorden van gelijke strekking, die daarom ook wel "onder het voorbehoud van Jakobus" worden genoemd (afgekort s.c. of s.c.j., naar het Latijnse: sub conditione Jacobi):
Dan iets voor u die zegt: 'Vandaag of morgen gaan wij naar die en die stad. Daar blijven we een jaar, we zullen er handeldrijven en geld verdienen.' U weet niet eens hoe uw leven er morgen uitziet. U bent immers maar damp, welke héél even verschijnt en vlot weer verdwijnt. U zou moeten zeggen: "God willende, mochten wij nog in leven zijn, dan gaan wij dit of dat doen."— Jakobus 4:13-15
Niet-religieuze uitdrukkingen met een vergelijkbare betekenis zijn 'ijs en weder dienende' en 'bij leven en welzijn'.